# Letlands grundlov
Republikken Letlands grundlov eller Satversme er Letlands forfatning. Satversme opfattes som en kort forfatning, der har otte afsnit og 116 paragraffer (indtil 1998, hvor Saeima vedtog afsnittet om menneskelige grundrettigheder, var der syv afsnit og 88 paragraffer). Satversmes første del blev vedtaget i 1921 og den anden i 1922. Den sattes ud af funktion i maj 1934 og blev trinvis fornyet i perioden fra den 4. maj 1990 til den 6. juli 1993. Satversme er den ældste ikraftværende forfatning i Østeuropa og den sjette ældste stadig fungerende republikanske forfatning i verden.